# 亞德二世
教宗亞德二世（拉丁語：Hadrianus PP. II；792年—872年）於867年12月14日－872年11月或12月出任教宗。任职期间召开。

## 譯名列表
- 见教宗哈德良一世